# Rozsochy
Rozsochy är en ort i Tjeckien.   Den ligger i regionen Vysočina, i den centrala delen av landet, 140 km öster om huvudstaden Prag. Rozsochy ligger 525 meter över havet och antalet invånare är 704.
Terrängen runt Rozsochy är platt åt sydväst, men åt nordost är den kuperad. Runt Rozsochy är det glesbefolkat, med 20 invånare per kvadratkilometer. Närmaste större samhälle är Bystřice nad Pernštejnem, 4,4 km öster om Rozsochy. Trakten runt Rozsochy består till största delen av jordbruksmark.